# Hernán Grana
Hernán Gustavo Grana (Quilmes, 12 aprile 1985) è un calciatore argentino, difensore dell'All Boys.

## Caratteristiche tecniche
Terzino destro, può giocare anche come esterno di centrocampo nella medesima fascia.

## Carriera

### Club
Nell'estate 2008 il Lanús lo preleva per una cifra equivalente a 84000 €.